# Ветринці
Ве́тринці (болг. Ветринци) — село у Великотирновській області Болгарії. Входить до складу общини Велико-Тирново.

## Населення
За даними перепису населення 2011 року у селі проживали 136 осіб.
Національний склад населення села:
| Національність   | Кількість осіб | Відсоток |
| ---------------- | -------------- | -------- |
| болгари          | 130            | 96,3%    |
| цигани           | 0              | 0%       |
| інша             | 4              | 3,0%     |
| Всього відповіли | 135            |          |

Розподіл населення за віком у 2011 році:
Динаміка населення: